# 앙시앵 레짐

루이 14세, 그의 통치하에 앙시앵 레짐은 절대주의 형태의 정부를 형성했다, 이아생트 리고, 1701

1789년 7월 14일 바스티유 습격 사건은 앙시앵 레짐의 종말을 알리는 사건이다, 장피에르 우엘, 1789년

앙시앵 레짐(프랑스어: Ancien Régime, 영어: Old Regime, 프랑스어 발음: [ɑ̃sjɛ̃ ʁeʒim] ( 듣기))은 1789년 프랑스 혁명 전의 절대 군주 전체를 가리키는 역사 용어이며 번역된 용어인 구체제(舊體制)라고도 한다. 현재는 프랑스 혁명 의미보다 낡은 기존의 제도나 무능력했던 이전 정권을 일컫는 단어로도 사용한다. 프랑스의 앙시앵 레짐 하에서 정부의 구성과 사회가 조직된 방식은 중세의 그것과 별다른 것이 없었다. 앙시앵 레짐의 가장 큰 특징은 군주가 막강한 권력을 가진다는 것이다.

## 프랑스 혁명 당시 의미
프랑스 혁명으로 탄생한 새로운 체제와 비교해 이전 제도의 낡은 특징을 일컫는 때도 있으며, 또한 어떤 정치적·사회적인 현상으로 타도·변역하려는 무리가 그 대상을 이르기도 한다.
이 구체제에서 전 인구의 2%인 제1신분(성직자)과 제2신분(귀족)은 세금 면제의 혜택을 받으며 연금 수령, 관직 독점, 토지의 약 30%를 소유하지만, 전 인구의 98%인 제3신분(시민 계급, 농민, 노동자)는 혜택은커녕 많은 세금만 부담하게 된다. 혁명 전의 프랑스에서의 특권계급은 농민에 대해서 여러 가지 권리를 가지고 있었다. 프랑스의 농민은 농노 신분에서 해방되어 자영농민화되고 있었으나, 영주권(領住權)은 여전히 강하게 남아서 현물 지대 외에 여러 가지 의무 부담을 강요당하고 있었다. 그들의 대부분은 관습적으로 경작권을 인정받고 있는 데 불과하고, 토지의 상속 · 양도에 있어서는 많은 허가료를 지불하지 않으면 안 되었다. 영주는 농민에게 반강제로 수차(水車), 빵구이 가마 등을 사용하게 하여 사용료를 징수했다. 기타 도로세 · 교량세 · 운반 부역 등이 과해졌다. 농민은 다시 교회에 대해서 10분의 1세를 지불하고, 11세기에는 다시 새로운 국세가 부과되는 상태에 있었다.
이로 인해 시민 계급은 이러한 구제도의 모순을 날카롭게 비판하기 시작했으며, 이것이 나아가 혁명으로 전개되었다.

## 현대적 사용 의미
대한민국의 경우 언론에서 ‘앙시앵 레짐’이라고 쓰는 경우보다는 번역 단어인 '구체제'로 사용하는 경우가 흔하다. 언론에서 사용하는 의미는 프랑스 혁명 당시의 구체제를 의미하지 않는다. 정권이 바뀌었거나, 기존 정권의 무능력에 대한 비교를 위해 이전 정권이나 권력을 칭할 때 사용한다. 신생국의 쿠데타나 혁명을 통해 새로 구성된 정부와 이전 정부를 비교하는 경우에도 사용한다. 소련이 해체된 이후 현재의 러시아와 비교하는 과정에서도 소련을 ‘구체제’ 또는 ‘앙시앵 레짐’이라고 표현하기도 한다. 미국의 민주당 정권인 오바마와 뒤를 이은 공화당 정권인 트럼프 정부를 비교하며 오바마 정부를 ‘구체제’ 또는 ‘앙시앵 레짐’이라고 표현하기도 한다. 현재는 혁명보다는 정권의 교체나 제도의 변화 등에서도 널리 사용한다.

## 같이 보기
- 근세 프랑스